# Henry F. Angus
 (mai 2013).
Si vous disposez d'ouvrages ou d'articles de référence ou si vous connaissez des sites web de qualité traitant du thème abordé ici, merci de compléter l'article en donnant les références utiles à sa vérifiabilité et en les liant à la section « Notes et références ».
Pour les articles homonymes, voir Angus.
Henry F. Angus, O.C., M.A., LL.D., F.R.S.C. (19 avril 1891 à Victoria (Colombie-Britannique) – 17 septembre 1991 ) est un juriste et économiste canadien.
Il a été doyen émérite de la Faculté des études supérieures à l'Université de la Colombie-Britannique.

## Honneurs
- 1951 - 1952 - Président de la Société royale du Canada
- 1971 - Officier de l'Ordre du Canada
- 1982 - Médaille du Centenaire